# 샤

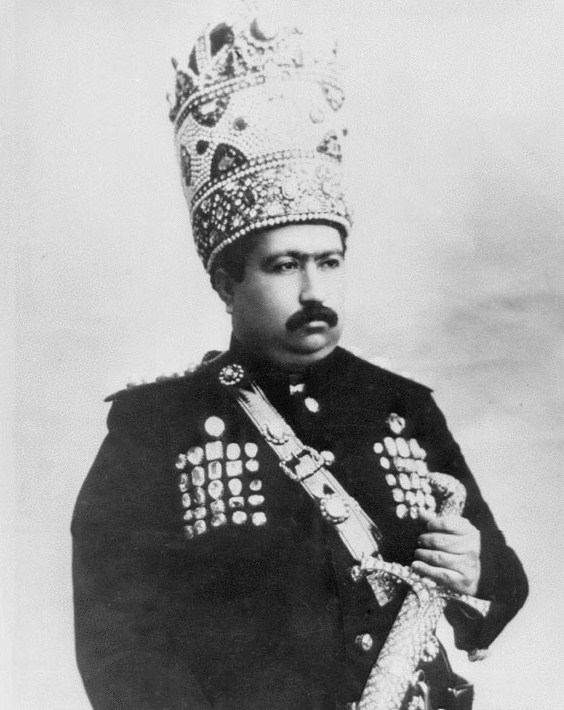

샤(페르시아어: شاه, 영어: Shah)는 페르시아어로 왕이라는 뜻이다. 고대 페르시아어의 흐샤야시야(χšāyaθiya)에서 유래됐다. 원래 이란 계통 군주 칭호였지만, 이슬람교가 창시된 이후 이란과 이슬람 문화 영향을 받은 튀르크족 인명 등에 사용했다.
샤한샤(페르시아어: شاهنشاه)는 왕중왕(황제)이라는 뜻으로도 쓰인다. 다른 말로 파디샤(Padishah)가 있다. 이란의 마지막 샤였던 모하마드 레자 팔레비는 제위 기간 동안 샤한샤라는 칭호를 썼다. 체스, 체크, 체크메이트라는 낱말이 샤에서 비롯됐다.

## 고대
근대와 현대 페르시아어 샤는 고대 페르시아어의 흐샤야시야(χyaθiya-)에 기원을 한 단어이고, 샤한샤도 같은 시기에 출현하는 칭호이다. 샤한샤란 명칭은 아케메네스 왕조 다리우스 1세가 고대 페르시아어 비문에 처음으로 자칭한 칭호 "흐샤야시야 흐샤야시야남"(χyaθiya χyaθiynm)에 기원 하는 단어로, 구약 성서로 보여지는 "the King of Kings"(왕중왕, 제왕의 왕) 형용 표현은 다리우스 1세 이후 페르시아 제국 군주 명칭으로 전해지고 있다.
아케메네스 왕조 역대 군주들은 이 흐샤야시야(샤), 흐샤야시야 흐샤야시야남(샤한샤)(χyaθiya χyaθiynm)이외에도 위대한 왕, 대왕(χyaθiya Vazrka)라 하는 칭호도 사용했다. 이 칭호는 키루스 2세 무렵부터 바빌로니아어 비문에 LUGAL GAL 로서 사용이 보이고(수메르어), 그리스어에는 ΒΑΣΙΛΕΩΣ ΜΕΓΑΛΟΥ(Basileos Megalou, 위대한 왕)으로서 번역되지만, 그 당시 샤 호칭은 사산조 페르시아, 이슬람 시대 이후 이란의 샤한샤(왕중왕, 황제)와 같은 형태로 사용하지 않았다 추정된다.

## 이슬람교 등장 이후
아랍인들이 이슬람 제국을 건국하면서 이슬람교가 전파됐고, 사산조 멸망 이후는 샤 칭호는 사용되지 않았고, 사만 왕조의 페르시아어 부흥 운동으로 카라한 왕조나 셀주크 제국 등 튀르크 세력이 인명으로 서서히 사용되게 돼, 근대 페르시아어에서 페르시아 군주에게 한정하지 않고 넓게 군주를 의미하는 보통명사가 되고, 군주나 성자 등 귀인 칭호나 인명의 일부로서 이용되게 됐다.
샤한샤는 아라비아 역사서 등에서 오로지 사산조 페르시아 등 고대 이란 군주들에게만 사용됐던 단어로 인식하였고, 사산조 멸망 이후, 오랫동안 군주 칭호로는 사용하지 않았다. 그러나, 932년 브와이 왕조가 정권을 차지하자, 압바스 왕조의 칼리파에게 아미르 알 우마라(모든 아미르의 아미르) 칭호 이외에 샤한샤 칭호를 사용하겠다 요구하였다. 아드드다우라(재위 : 949년 - 983년)부터 브와이왕조 군주들은 화폐 명문 등에 「샤한샤」 칭호를 사용하였다. 셀주크 제국 투그릴 베그도 술탄 칭호가 수여된 전후로부터 역시 화폐에 최대의 술탄(Sulṭān al-Mu‘aẓẓam)이라 칭하고 이에 더해 가장 영광 있는 샤한샤(Shāhanshāh al-Ajall)라는 칭호를 새기게 한 적도 있다.
16세기 이란을 통일한 사파비 왕조가 술탄 호칭 대신 샤 칭호를 채용하여, 이란 군주 칭호로 정착됐다. 그 뒤 아프샤르 왕조, 카자르 왕조, 팔레비 왕조 등 역대 이란 왕조가 샤로 칭하게 됐고 1979년 이슬람 혁명으로 붕괴될 때까지 계속 사용하였다. 주들은 파디샤 혹은 술탄 칭호에 하즈라트(hazrat, 고귀한) 등 여러 가지 형용사를 여혀 군주 칭호 차별화를 하였다.
마지막 샤 모하마드 레자 팔라비는 공식적으로 샤들의 샤, 즉 왕중왕, 황제를 의미하는 샤한샤(shahanshah)를 칭하였고 황후에게는 아라비아어 마리크의 여성형인 마리카(malika) 칭호가 사용됐다.(이슬람 혁명 이전에는 파디샤라 불리기도 했다.)